# Michele Tantalo
Michele Tantalo (Matera, 31 gennaio 1929 – Matera, 15 aprile 2020) è stato un politico italiano.

## Biografia
A partire dal 1958 viene eletto deputato nelle file della Democrazia Cristiana; conserva l'incarico parlamentare per sei legislature, dalla III fino all'VIII.
Nel corso della sua carriera parlamentare ricopre due incarichi di governo; durante il Governo Rumor II è Sottosegretario di Stato alle Finanze dal 7 agosto 1969 al 27 marzo 1970, e durante il Governo Cossiga II è Sottosegretario di Stato alla Presidenza del Consiglio con delega per la Ricerca Scientifica dal 5 aprile 1980 al 18 ottobre 1980.
Inoltre nel corso della VI legislatura è Questore della Camera dei Deputati e nella VII legislatura è Vicepresidente della Commissione parlamentare di vigilanza sul CNEN.